# Grony de Miralles
El Grony de Miralles és una muntanya de 866 metres que es troba al municipi de Santa Maria de Miralles, a la comarca catalana de l'Anoia.
Al cim s'hi pot trobar un vèrtex geodèsic (referència 273120001).
Aquest cim està inclòs al llistat dels 100 cims de la FEEC.  